# Hassanal Bolkiah
Paduka Seri Baginda Haji Sir Hassanal Bolkiah Mu'izzaddin Waddaulah, né le 15 juillet 1946 à Bandar Seri Begawan (Brunei), est le 29e sultan de Brunei depuis 1967 et règne en monarque absolu depuis l'indépendance de Brunei du Royaume-Uni en 1984. Il est actuellement le dirigeant en place dans le monde ayant exercé ses fonctions le plus longtemps (57 ans).

## Famille

### Origines
Hassanal Bolkiah est le fils aîné d'Omar Ali Saifuddien III (1914-1986), 28e sultan de Brunei, et de la reine Damit. Il naît le 15 juillet 1946 à Bandar Seri Begawan, alors appelé Bandar Brunei.

### Mariages et enfants
La polygamie étant légale à Brunei, le sultan a plusieurs épouses :
- Anak Hajah Saleha (née en 1946), qu'il a épousée en 1967 et avec qui il a eu six enfants :
  - la princesse Rashidah Sa'adatul (née en 1969) ;
  - la princesse Muta-Wakkilah Hayatul (née en 1971) ;
  - le prince Al-Muhtadee Billah (né en 1974), prince héritier, épouse la princesse Sarah binti Salleh Ab Rahaman le 9 septembre 2004[2], dont postérité :
    - le prince Abdul Muntakim (né en 2007) ;
    - la princesse Muneerah Madhul Bolkiah (née en 2011) ;
    - le prince Muhammad Aiman (né en 2015) ;
    - la princesse Faathimah Az-Zahraa Raihaanul Bolkiah (née en 2017) ;

  - la princesse Majeedah Nuurul (née en 1976),
  - la princesse Hafizah Sururul (née en 1980), mariée à Muhammad Ruzaini (en) depuis 2012[3],
  - le prince Abdul Malik (né en 1983) ;

- Mariam Abdul Aziz, hôtesse de l'air à la Royal Brunei Airlines, avec laquelle il a été marié entre 1982 et 2003, ils ont eu quatre enfants :
  - le prince Haji Abdul Azim (1982-2020),
  - la princesse Azemah Ni'matul (née en 1984),
  - la princesse Fadzillah Lubabul (née en 1985),
  - le prince Abdul Mateen (né en 1991), épouse Anisha Rosnah binti Adam le 10 janvier 2024 ;

- Azrinaz Mazhar Hakim (née en 1979), présentatrice à la télévision malaisienne TV3, avec laquelle il a été marié entre 2005 et 2010. Ils ont eu deux enfants[4] :
  - le prince Abdul Wakeel (né en 2006),
  - la princesse Ameerah Wardatul (née en 2008).

Les enfants du sultan jouissent de la qualification d'altesse royale.

## Sultan de Brunei

### Études
Il étudie à l'Institution Victoria de Kuala Lumpur, puis est formé à l'Académie royale militaire de Sandhurst.

### Accession au trône
Le 4 octobre 1967, à l'âge de 21 ans, il accède au trône à la suite de l'abdication de son père. Son couronnement a lieu le 1er août 1968 et il est ainsi fait chevalier par la reine Élisabeth II car Brunei est un protectorat britannique. Le pays, qui regorge de pétrole, devient indépendant en 1984.
Dès son indépendance, le Brunei devient un État à dominante musulmane. Les débits d'alcool ferment et la baignade mixte devient interdite (excepté au Sheraton du sultanat). Les liens se resserrent avec la Malaisie et l'Indonésie.

### Exercice du pouvoir

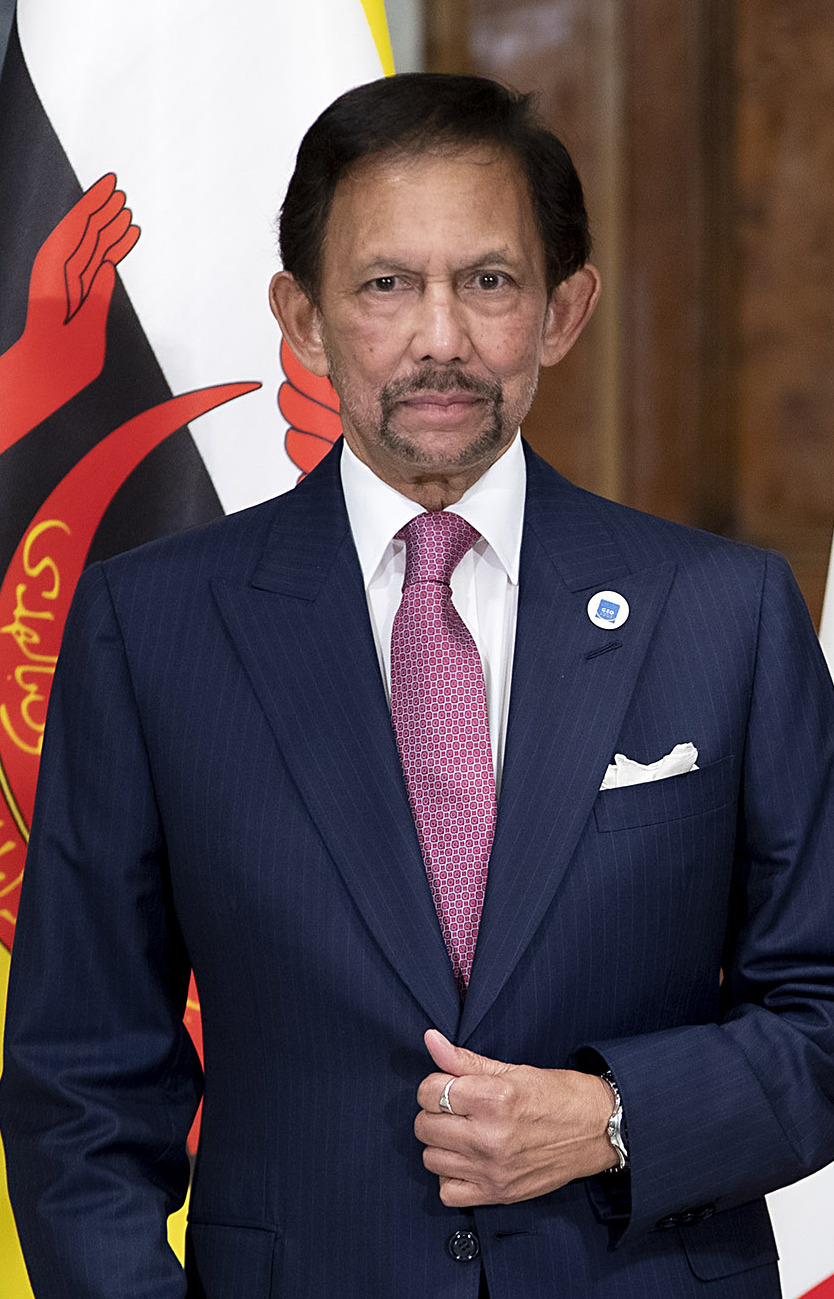
Hassanal Bolkiah en 2021.

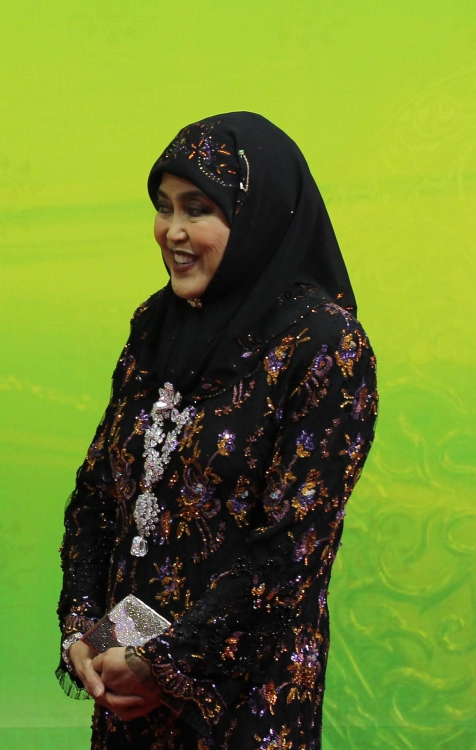
Saleha, reine de Brunei.

Hassanal Bolkiah est à la fois Premier ministre, ministre de la Défense, ministre des Finances, commandant suprême des forces armées de Brunei, général honoraire dans les forces armées britanniques et indonésiennes et amiral honoraire dans la Royal Navy. Il s'est également lui-même nommé inspecteur général de la Police royale du Brunei.
Une réorganisation complète de l'armée est entreprise le 1er janvier 1984.
En 1991, il crée le fonds islamique du Brunei.
Il intronise prince héritier son fils aîné, Al-Muhtadee Billah, le 10 août 1998, afin de garantir la continuité du sultanat et de la dynastie.
Des réformes institutionnelles profondes sont menées à partir de 2005 afin de démocratiser le pays. Hassanal Bolkiah réintroduit notamment en 2004 le conseil législatif, dissout durant le règne de son père.
En 2006, il augmente le salaire des fonctionnaires de Brunei pour la première fois en vingt ans, mais les invite également à privilégier l'épargne.
Il s'investit beaucoup dans le domaine de l'éducation et fait construire entre autres l'université du Brunei en 1985, qui accueille actuellement environ 3 000 étudiants.
En 2013, le Royal College of General Practitioners lui remet le prix des « Compagnons de l'ordre » en reconnaissance du travail accompli pour promouvoir la santé au Brunei. Il a créé une caisse nationale pour le logement et instauré des pensions pour les personnes âgées et handicapées.
Hassanal Bolkiah préside le sommet de l'ASEAN, au Brunei, en 2001 et 2013.
Après avoir envisagé d'instaurer la charia dès les années 1990, il annonce son entrée en vigueur en 2014,, pour des raisons économiques (attirer des investisseurs de pays musulman dans le pays, après que la production de pétrole a ralenti) et personnelles (« assurer son salut après sa mort »). Cette situation entraîne des critiques de l'ONU puis une campagne de boycott de ses hôtels, notamment le Beverly Hills Hotel et l'hôtel Bel-Air (États-Unis), le Dorchester à Londres et le Meurice à Paris. La loi entre en vigueur en 2019, y compris les articles punissant de mort par lapidation l'adultère et les pratiques homosexuelles. Malgré le fait qu'il ait légalisé la charia, il s'est adonné avec son frère Jefri à plusieurs activités interdites par l'islam (jeux d'argent, alcool, adultère), dans le palais Nurul Iman.
Hassanal Bolkiah fête son 76e anniversaire le 15 juillet 2022, alors qu'il est dans sa 55e année de règne. Après sa disparition c'est son fils aîné, le prince héritier, Al-Muhtadee Billah, qui devrait lui succéder sur le trône.

## Patrimoine

### Estimation de sa fortune
Le sultan possède l'une des premières fortunes privées mondiales. Il était considéré comme « l'homme le plus riche du monde » par le magazine Fortune en 1988, avec une fortune estimée à 25 milliards de dollars, et par le magazine Forbes en 1997, avec une fortune dépassant les 40 milliards de dollars,. C'est le deuxième chef d'État le plus riche de la planète, propriétaire d'une résidence trois fois plus grande que le palais de Buckingham (le palais Nurul Iman, 1 788 pièces pour un coût de plus d'un milliard d'euros), de plus de 5 000 voitures de luxe, dont une recouverte de diamants de 4,3 millions d'euros, de deux palaces à Paris.
Hassanal Bolkiah effectue une rupture culturelle en succédant à son père, car ce dernier entretenait un rythme de vie beaucoup plus modeste.
Après l'une des plus importantes banqueroutes au monde à cause du prince Jefri, son frère cadet (accusé de détournements de fonds mais qui s'en est défendu), le sultan du Brunei a vu sa fortune fondre de moitié dès 2002 mais la hausse du baril en 2005 a de nouveau rempli les caisses de l'État. Selon Forbes, il est revenu en 2005 dans le top 5 (no 2, après le roi Abdallah d'Arabie saoudite) des plus riches familles régnantes du monde. Ses revenus privés dépendent principalement du niveau du baril de brut. En 2008, sa position est consolidée par la hausse du tarif du baril de brut.

### Collection d'automobiles
Hassanal Bolkiah possède une des plus vastes collections d'automobiles atypiques, de luxe ou même de prototypes qui étaient, à la base, non destinés à la production. Aucune vidéo ou photo n'étaient disponibles pendant longtemps, avant que des photographies n'apparaissent sur Internet en 2017. On peut alors y voir des rangées de voitures de luxe, souvent rangées par thème (par exemple, une couleur).
Il possède plus de 5 000 voitures de luxe, dont 531 Mercedes-Benz, 367 Ferrari, 362 Bentley, 185 BMW, 177 Jaguar, 160 Porsche, 135 Toyota, 130 Rolls-Royce (il est un temps propriétaire de la moitié de la production totale de la marque), 79 Aston Martin, 62 Lexus, 42 Land Rover, 32 Jeep, 20 Lamborghini, 9 McLaren F1, 4 Bugatti EB110, 2 Renault 5 Turbo 2, 2 taxis londoniens. Il est propriétaire d'une centaine de motos, d'une cinquantaine de voitures de golf et de plusieurs avions de ligne (dont un Boeing 747 décoré d'or).
Il acquiert des concepts-car Ferrari qui ont été ingéniés par Pininfarina. Ces demandes étaient tellement spécifiques que, pour la Ferrari FX, il demanda une boîte de vitesses séquentielle qui n'équipait même pas les Ferrari de série. Pininfarina contacta le maître en la matière des boîtes de vitesse séquentielle en Formule 1, Cosworth. Ce dernier arriva à réaliser une prouesse pour l'époque en créant la première Ferrari de route à avoir une boîte de vitesses séquentielle. Ce progrès a précipité la R&D de Ferrari dans ce domaine.
La majorité des véhicules de la collection ont été achetés par le neveu du sultan, le prince Abdul Hakeem Jefri Bolkiah et la Société Ak Prestige Ltd à Londres. Il aurait dépensé, selon les sources, plus d'un milliard de dollars en achat de véhicules de prestige neufs chez, entre autres, Pininfarina, Rolls-Royce, Bentley ou encore Ferrari. Le sultan est également un très bon client de Mercedes-Benz, ayant fait acquisition de modèles qui n'étaient pas disponibles en conduite à droite mais quand même faits sur-mesure pour lui.
Pendant l'essor de la collection, dans les années 1980 et 1990, des mécaniciens des différentes marques étaient présents pour assurer le bon fonctionnement des véhicules. Mais en suite du non-paiement de leur salaire, ils ont quitté le pays, laissant les véhicules sans aucun entretien. Les quelques visiteurs autorisés à pénétrer dans sa collection ont témoigné que les bâtiments de stockage étaient sur plusieurs étages et n'étaient pas climatisés.
En 2022, des photos de sa McLaren F1 GT émergent. On peut la voir en cours de déchargement d'un avion à l'aéroport de Londres-Heathrow. Cette voiture a été donc envoyée chez Mclaren, à Woking, pour sa révision. Certains véhicules de sa collection ont été vendus via des transactions privées dans les années 2010 mais la majorité de sa collection serait encore dans des garages autour de la résidence du sultan. Il possède également une collection d'une vingtaine de Formule 1.
Son frère cadet Jefri possède aussi plusieurs yachts, dont un est baptisé Tits (« nichons »), ses canots portant le nom de Nipple 1 et Nipple 2 (Nipple signifie « téton »).

### Immobilier

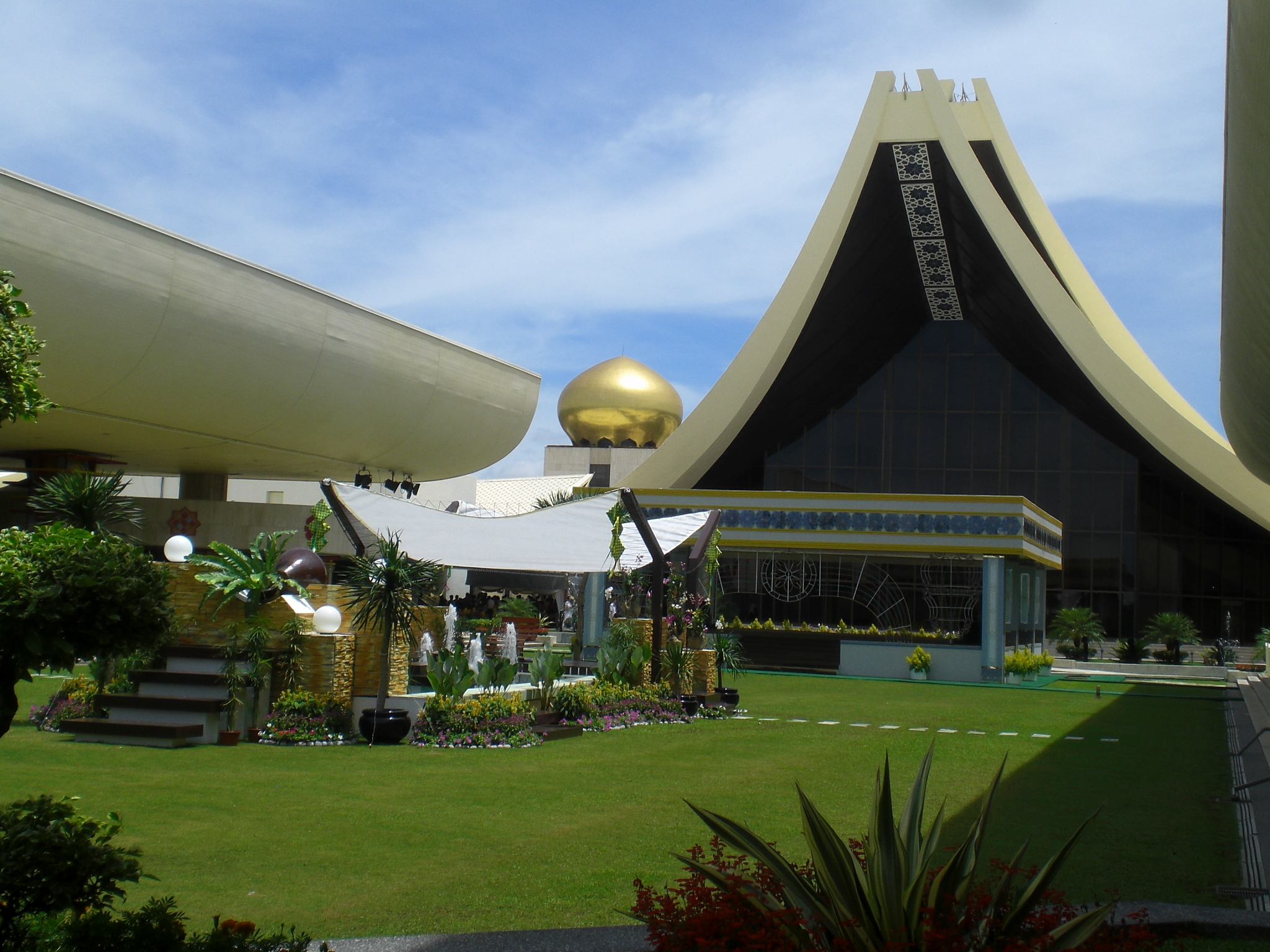
Palais Nurul Iman.

Le palais Nurul Iman, le palais royal de Bandar Seri Begawan achevé en 1984, réputé pour être le plus grand au monde avec 200 000 m2, 1 788 pièces, 257 salles de bain (dont une de la taille d'un terrain de football), quatre trônes incrustés d'or et de diamants, ce qui lui aurait coûté 1,4 milliard de dollars.
Par l'intermédiaire de la BIA (Brunei Investment Agency, le fonds souverain du royaume), il détient des parts dans de nombreux grands groupes mondiaux et investit massivement dans l'immobilier, notamment l'hôtellerie très haut de gamme avec la création du Dorchester Collection.
Fresques, plafond incrusté de nacre, sol en marbre de Carrare et même escalier mécanique réservé au souverain, dans la mosquée Hassanal Bolkiah, le faste côtoie des détails cocasses[Lesquels ?]. Elle fut érigée en 1992 pour célébrer les vingt-cinq ans de règne du sultan.
À Paris, il a racheté, dans les années 1990, le Plaza Athénée, avenue Montaigne, et l'hôtel Meurice, rue de Rivoli. Il possède en outre depuis 1998 un hôtel particulier situé au 3-5 place Vendôme dont les travaux de réhabilitation ont été dirigés par le célèbre décorateur Jacques Garcia. Ce pan d'immeuble de la célèbre place avait été racheté à prix d'or à la société IBM.
Dans le monde, il achète le Dorchester Hotel en 1985, Beverly Hills Hotel à Los Angeles en 1987 à Marvin H. Davis pour $185 millions, l'hôtel Bel-Air (Californie), le New York Palace et le Principe di Savoia (Milan).

### Évènements exceptionnels
Le 16 juillet 1996, pour ses 50 ans, le sultan fait venir Michael Jackson pour un concert à Bandar Seri Begawan, et y invite de nombreuses personnalités, dont le prince Charles de Galles. Ce concert reprend la programmation du Dangerous World Tour, achevé trois ans auparavant. Il a fait l'objet d'un enregistrement disponible sur Internet. Il a aussi engagé la chanteuse Whitney Houston et fait venir des poneys de polo par Boeing 747 afin de jouer avec des champions argentins de la discipline. Le 23 février 1997, il reçoit Céline Dion, alors une des stars les plus rentables de la planète, pour un concert privé de plus d'une heure trente qui reprend le programme et l'esthétique du Falling into You Tour.
En 1992, pour fêter ses 25 ans de règne, il défile sur un char en or tiré par une quarantaine d'hommes.

### Chevaux
Hassanal Bolkiah était un avide joueur de polo. Au début des années 1980, il invite des joueurs de polo américains et leurs poneys à venir jouer contre lui et son équipe à Brunei. Quand il se déplaçait à Singapore pour ses matchs de polo, il faisait retirer des chaises de son Boeing pour y installer ses poneys et les faire voyager avec lui.

## Décorations étrangères
- Grand-croix de l’ordre du Mérite de la République fédérale d'Allemagne
- Collier de l'ordre du roi Abdelaziz (Arabie Saoudite)
- Collier de l'ordre d'Al-Khalifa (Bahreïn)
- Chevalier du grand ordre de Mugunghwa (Corée du Sud)
- Grand cordon de l'ordre du Nil (Égypte)
- Grand-croix de la Légion d'honneur (France)
- Grand cordon de l'ordre de l'Étoile de la république d'Indonésie (en)
- Grand cordon de l'ordre du Chrysanthème (Japon)
- Collier de l'ordre de Ali ibn Hussein (Jordanie)
- Collier de l'ordre de Moubarak le Grand (en) (Koweït)
- Collier de l'ordre de Phoxay Lane Xang (Laos)
- Collier de l'ordre de la Couronne du Royaume (Malaisie)
- Chevalier grand commandeur de l'ordre de la Couronne de Johor (en) (Malaisie)
- Grand cordon de l'ordre royal de la famille Terengganu (en) (Malaisie)
- Collier de l'ordre du Trône (Maroc)
- Collier de l'ordre national du Mérite (Oman)
- Collier de l'ordre de la république de Pakistan (en) (Pakistan)
- Chevalier grand-croix de l'ordre du Lion néerlandais (Pays-Bas)
- Grand-croix de l'ordre de Sikatuna (Philippine)
- Grand-croix de l'ordre de Lakandula (Philippine)
- Chevalier commandeur de l'ordre du Bain (Royaume-Uni)
- Chevalier grand-croix honoraire de l'ordre de Saint-Michel et Saint-Georges (Royaume-Uni)
- Grand cordon de l'ordre de Darjah Utama Temasek (Singapour)
- Grand cordon de l'ordre de Darjah Utama Bakti Cemerlang (Singapour)
- Chevalier de l'ordre des Séraphins (Suède)
- Collier de l'ordre royal de Thaïlande
- Première classe de l'ordre du prince Iaroslav le Sage (Ukraine)
- Première classe de l'ordre du Mérite (Ukraine)

## Ascendance
|  |                                                             |  |  |  |  |  |  |  |  |  |  |  |  |  |  |  |
|  | 16. Omar Ali Saifuddien II                                  |  |  |  |  |  |  |  |  |  |  |  |  |  |  |  |
|  |                                                             |  |  |  |  |  |  |  |  |  |  |  |  |  |  |  |
|  |                                                             |  |  |  |  |  |  |  |  |  |  |  |  |  |  |  |
|  | 8. Hashim Jalilul Alam Aqamaddin                            |  |  |  |  |  |  |  |  |  |  |  |  |  |  |  |
|  |                                                             |  |  |  |  |  |  |  |  |  |  |  |  |  |  |  |
|  |                                                             |  |  |  |  |  |  |  |  |  |  |  |  |  |  |  |
|  | 17. Zaida binti Pengarah Digadong Tuan Laman Awang Sulaiman |  |  |  |  |  |  |  |  |  |  |  |  |  |  |  |
|  |                                                             |  |  |  |  |  |  |  |  |  |  |  |  |  |  |  |
|  |                                                             |  |  |  |  |  |  |  |  |  |  |  |  |  |  |  |
|  | 4. Muhammad Jamalul Alam II                                 |  |  |  |  |  |  |  |  |  |  |  |  |  |  |  |
|  |                                                             |  |  |  |  |  |  |  |  |  |  |  |  |  |  |  |
|  |                                                             |  |  |  |  |  |  |  |  |  |  |  |  |  |  |  |
|  | 18. Pengiran Anak Saiful Rijal (= 10)                       |  |  |  |  |  |  |  |  |  |  |  |  |  |  |  |
|  |                                                             |  |  |  |  |  |  |  |  |  |  |  |  |  |  |  |
|  |                                                             |  |  |  |  |  |  |  |  |  |  |  |  |  |  |  |
|  | 9. Pengiran Siti Fatima                                     |  |  |  |  |  |  |  |  |  |  |  |  |  |  |  |
|  |                                                             |  |  |  |  |  |  |  |  |  |  |  |  |  |  |  |
|  |                                                             |  |  |  |  |  |  |  |  |  |  |  |  |  |  |  |
|  | 19. Pian Jamaliah (= 11)                                    |  |  |  |  |  |  |  |  |  |  |  |  |  |  |  |
|  |                                                             |  |  |  |  |  |  |  |  |  |  |  |  |  |  |  |
|  |                                                             |  |  |  |  |  |  |  |  |  |  |  |  |  |  |  |
|  | 2. Omar Ali Saifuddien III                                  |  |  |  |  |  |  |  |  |  |  |  |  |  |  |  |
|  |                                                             |  |  |  |  |  |  |  |  |  |  |  |  |  |  |  |
|  |                                                             |  |  |  |  |  |  |  |  |  |  |  |  |  |  |  |
|  | 20. Pengiran Anak Muhammad Yusuf                            |  |  |  |  |  |  |  |  |  |  |  |  |  |  |  |
|  |                                                             |  |  |  |  |  |  |  |  |  |  |  |  |  |  |  |
|  |                                                             |  |  |  |  |  |  |  |  |  |  |  |  |  |  |  |
|  | 10. Pengiran Anak Saiful Rijal                              |  |  |  |  |  |  |  |  |  |  |  |  |  |  |  |
|  |                                                             |  |  |  |  |  |  |  |  |  |  |  |  |  |  |  |
|  |                                                             |  |  |  |  |  |  |  |  |  |  |  |  |  |  |  |
|  | 21. Pengiran Anak Sarbanum                                  |  |  |  |  |  |  |  |  |  |  |  |  |  |  |  |
|  |                                                             |  |  |  |  |  |  |  |  |  |  |  |  |  |  |  |
|  |                                                             |  |  |  |  |  |  |  |  |  |  |  |  |  |  |  |
|  | 5. Pengiran Anak Fatima                                     |  |  |  |  |  |  |  |  |  |  |  |  |  |  |  |
|  |                                                             |  |  |  |  |  |  |  |  |  |  |  |  |  |  |  |
|  |                                                             |  |  |  |  |  |  |  |  |  |  |  |  |  |  |  |
|  | 11. Pian Jamaliah                                           |  |  |  |  |  |  |  |  |  |  |  |  |  |  |  |
|  |                                                             |  |  |  |  |  |  |  |  |  |  |  |  |  |  |  |
|  |                                                             |  |  |  |  |  |  |  |  |  |  |  |  |  |  |  |
|  | 1. Hassanal Bolkiah                                         |  |  |  |  |  |  |  |  |  |  |  |  |  |  |  |
|  |                                                             |  |  |  |  |  |  |  |  |  |  |  |  |  |  |  |
|  |                                                             |  |  |  |  |  |  |  |  |  |  |  |  |  |  |  |
|  | 24. Hashim Jalilul Alam Aqamaddin (= 8)                     |  |  |  |  |  |  |  |  |  |  |  |  |  |  |  |
|  |                                                             |  |  |  |  |  |  |  |  |  |  |  |  |  |  |  |
|  |                                                             |  |  |  |  |  |  |  |  |  |  |  |  |  |  |  |
|  | 12. Pengiran Muda Besar Omar                                |  |  |  |  |  |  |  |  |  |  |  |  |  |  |  |
|  |                                                             |  |  |  |  |  |  |  |  |  |  |  |  |  |  |  |
|  |                                                             |  |  |  |  |  |  |  |  |  |  |  |  |  |  |  |
|  | 25. Pengiran Anak Chandra Kesuma                            |  |  |  |  |  |  |  |  |  |  |  |  |  |  |  |
|  |                                                             |  |  |  |  |  |  |  |  |  |  |  |  |  |  |  |
|  |                                                             |  |  |  |  |  |  |  |  |  |  |  |  |  |  |  |
|  | 6. Pengiran Anak Abdul Rahman                               |  |  |  |  |  |  |  |  |  |  |  |  |  |  |  |
|  |                                                             |  |  |  |  |  |  |  |  |  |  |  |  |  |  |  |
|  |                                                             |  |  |  |  |  |  |  |  |  |  |  |  |  |  |  |
|  | 26. Pengiran Muda Besar Muhammad Jamalul Alam               |  |  |  |  |  |  |  |  |  |  |  |  |  |  |  |
|  |                                                             |  |  |  |  |  |  |  |  |  |  |  |  |  |  |  |
|  |                                                             |  |  |  |  |  |  |  |  |  |  |  |  |  |  |  |
|  | 13. Pengiran Anak Siti Khadija                              |  |  |  |  |  |  |  |  |  |  |  |  |  |  |  |
|  |                                                             |  |  |  |  |  |  |  |  |  |  |  |  |  |  |  |
|  |                                                             |  |  |  |  |  |  |  |  |  |  |  |  |  |  |  |
|  | 27. Pengiran Anak Saleha                                    |  |  |  |  |  |  |  |  |  |  |  |  |  |  |  |
|  |                                                             |  |  |  |  |  |  |  |  |  |  |  |  |  |  |  |
|  |                                                             |  |  |  |  |  |  |  |  |  |  |  |  |  |  |  |
|  | 3. Pengiran Anak Damit                                      |  |  |  |  |  |  |  |  |  |  |  |  |  |  |  |
|  |                                                             |  |  |  |  |  |  |  |  |  |  |  |  |  |  |  |
|  |                                                             |  |  |  |  |  |  |  |  |  |  |  |  |  |  |  |
|  | 28. Radin Haji Muhammad Daud                                |  |  |  |  |  |  |  |  |  |  |  |  |  |  |  |
|  |                                                             |  |  |  |  |  |  |  |  |  |  |  |  |  |  |  |
|  |                                                             |  |  |  |  |  |  |  |  |  |  |  |  |  |  |  |
|  | 14. Radin Haji Hassan                                       |  |  |  |  |  |  |  |  |  |  |  |  |  |  |  |
|  |                                                             |  |  |  |  |  |  |  |  |  |  |  |  |  |  |  |
|  |                                                             |  |  |  |  |  |  |  |  |  |  |  |  |  |  |  |
|  | 29. Hajah Saleha                                            |  |  |  |  |  |  |  |  |  |  |  |  |  |  |  |
|  |                                                             |  |  |  |  |  |  |  |  |  |  |  |  |  |  |  |
|  |                                                             |  |  |  |  |  |  |  |  |  |  |  |  |  |  |  |
|  | 7. Pengiran Fatima                                          |  |  |  |  |  |  |  |  |  |  |  |  |  |  |  |
|  |                                                             |  |  |  |  |  |  |  |  |  |  |  |  |  |  |  |
|  |                                                             |  |  |  |  |  |  |  |  |  |  |  |  |  |  |  |
|  | 30. Radin Haji Abdul Rahman                                 |  |  |  |  |  |  |  |  |  |  |  |  |  |  |  |
|  |                                                             |  |  |  |  |  |  |  |  |  |  |  |  |  |  |  |
|  |                                                             |  |  |  |  |  |  |  |  |  |  |  |  |  |  |  |
|  | 15. Hajah Zainab                                            |  |  |  |  |  |  |  |  |  |  |  |  |  |  |  |
|  |                                                             |  |  |  |  |  |  |  |  |  |  |  |  |  |  |  |
|  |                                                             |  |  |  |  |  |  |  |  |  |  |  |  |  |  |  |
|  | 31. Dayang Siti Amina Mekah                                 |  |  |  |  |  |  |  |  |  |  |  |  |  |  |  |
|  |                                                             |  |  |  |  |  |  |  |  |  |  |  |  |  |  |  |
|  |                                                             |  |  |  |  |  |  |  |  |  |  |  |  |  |  |  |